# 캐머런 오카시오
캐머런 오카시오(Cameron Ocasio, 1999년 9월 7일 ~ )는 미국의 배우이다.

## 출연 작품
- 샘 & 캣 (2013)
- 차일드 이터 (2012)
- 살인 소설 (2012)